# Larry Schneider (musicien)
Pour les articles homonymes, voir Larry Schneider et Schneider.
Larry Schneider est un saxophoniste et flûtiste de jazz américain né à Long Island/New York le (26 juillet 1949).
Il a joué dans les années 1970 dans le quintet du pianiste Horace Silver. On a pu aussi l'entendre avec Billy Cobham, Pete Escovedo, Ray Obiedo (en), le George Gruntz International Big Band et le Thad Jones-Mel Lewis Jazz Orchestra.
On a pu l'entendre sur deux disques du pianiste Bill Evans.
Il a enregistré une douzaine de disques comme leader ou comme sideman pour le label SteepleChase, en compagnie des pianistes Andy LaVerne, Richie Beirach et Jim McNeely (en), du guitariste Dave Stryker (en) des contrebassistes Mike Richmond (en) et Steve La Spina, des batteurs Billy Hart, Keith Copeland, Adam Nussbaum (en) et Anton Fig (en).
En France, il enregistre une dizaine de disques pour le label Durance, en compagnie du pluri-instrumentiste Alain Soler, du contrebassiste François Méchali et du saxophoniste André Jaume.

## Discographie
- Just Cole Porter, 1994, SteepleChase
- Bill Evans: Person We Knew	, 1994, Steeplechase
- Mohawk, 1994, Steeplechase
- Blind Date, 1995, Steeplechase
- So Easy, 1996, Label Bleu
- Freedom Jazz Dance, 1996, SteepleChase
- Live at Jazz on the Coast, 1997, Splasc(H) Records
- Ornettology, 2000, Steeplechase
- Ali Girl, 2000, Steeplechase
- Summertime in Sanremo, 2000, Splasc(H) Records
- Jazz, 2001, SteepleChase
- Lemon Lips, 2001, Splasc(H) Records
- Larry's Songs